# Груздевка (Новосибирская область)
Груздевка — деревня в Каргатском районе Новосибирской области. Входит в состав Карганского сельсовета. 

## География
Площадь деревни — 72 гектара. 

## Население
| 2002 | 2007 | 2010 |
| ---- | ---- | ---- |
| 158  | ↘143 | ↘87  |

## Инфраструктура
В деревне по данным на 2007 год отсутствует социальная инфраструктура.